# 結城聖
結城 聖（ゆうき しょう）は、日本のライトノベル作家。主な仕事はテイルズ オブ シリーズのノベライズ。

## 作品リスト

### ノベライズ
（以下の作品は全てスーパーダッシュ文庫から発行されている）
『デスティニー2』、『シンフォニア』、『リバース』、『アビス』はそれぞれ全巻を並べると表紙が1つの絵になるように描かれている。
- テイルズ オブ ファンタジア なりきりダンジョン
  1. 上巻 ISBN 4-08-630017-6
  2. 下巻 ISBN 4-08-630022-2
- テイルズ オブ ファンダム 旅の終わり ISBN 4-08-630070-2
- テイルズ オブ デスティニー2（全3巻）
  1. 〜英雄を探す少女〜 ISBN 4-08-630109-1
  2. 〜二人の聖女〜 ISBN 4-08-630114-8
  3. 〜運命の果てに〜 ISBN 4-08-630118-0
- テイルズ オブ シンフォニア（全3巻）
  1. シルヴァラント編 ISBN 4-08-630155-5
  2. テセアラ編 ISBN 4-08-630159-8
  3. 世界再生編 ISBN 4-08-630165-2
- テイルズ オブ リバース（全3巻）
  1. 落日の世界 ISBN 4-08-630228-4
  2. 聖なる王と二つの魂 ISBN 4-08-630229-2
  3. 再誕 ISBN 4-08-630233-0
- テイルズ オブ ジ アビス（全6巻）
  1. 〜聖なる焔と七ノ歌〜 ISBN 4-08-630281-0
  2. 〜愚かな焔と崩れる世界〜 ISBN 4-08-630291-8
  3. 〜さまよう焔と割れる世界〜 ISBN 4-08-630301-9
  4. 〜地に行く焔と師との道〜 ISBN 4-08-630310-8
  5. 〜惑う焔と蘇る死者たち〜 ISBN 4-08-630332-9
  6. 〜そして焔は消え、歌は空に流れる〜 ISBN 4-08-630341-8